# Р-240 (автодорога)
Автодорога Р-240 Уфа — Оренбург — автомобильная дорога федерального значения общего пользования с асфальтовым покрытием протяжённостью 374 км, пролегающая с севера на юг по территории Республики Башкортостан и Оренбургской области, кратчайшим образом соединяющая их административные центры: города Уфу и Оренбург соответственно.
До 17 ноября 2010 года автодорога имела статус межрегиональной автодороги с порядковым номером Р-314.

## Маршрут
Частью автодороги Р-240 в пределах города Уфы является магистральный проспект Салавата Юлаева.
Р-240 является основной автодорогой к международному аэропорту Уфа, в связи с чем до развязки с подъездом в аэропорт тракт выполнен в виде полноценной шестиполосной автомагистрали с разделёнными проезжими частями, освещением в тёмное время суток, без перекрёстков и съездов, а также с надземными пешеходными переходами. Далее проходит по территории Уфимского района Башкортостана в южном направлении в виде современной автомагистрали с развязками и разделительной полосой. Далее трасса идёт по территориям Кармаскалинского, Аургазинского, Стерлитамакского, Мелеузовского районов, городского округа город Кумертау и Куюргазинского района. Затем следует по территории Оренбургской области, через Октябрьский и Сакмарский районы. За 55 километров до Оренбурга в Октябрьском районе Оренбуржья соединяются дороги Р-239 и Р-240. Конечный пункт — Оренбург.
Пересечение с другими трассами
М7 «Волга», М5 «Урал», Булгаково — Инзер — Белорецк, Стерлитамак — Белорецк — Магнитогорск, Ира — Магнитогорск, Р239 Казань — Оренбург — граница с республикой Казахстан, Оренбург — Орск — граница с Челябинской областью, Р335 Оренбург — Илек, М-5 «Урал» Подъезд к Оренбургу.
Населённые пункты
Трасса проходит через г. Уфу, с. Толбазы, с. Зирган, г. Кумертау, с. Старая Отрада с. Старомурапталово, с. Новомурапталово, с. Октябрьское, г. Оренбург. В нескольких километрах от трассы расположены города Ишимбай, Салават, Мелеуз и Стерлитамак.
Пересечение с реками Белой, Уршак, Аургазы, Асавой, Куганак, Стерлей, Ашкадар, Тереклой, Мекатевли, Мелеуз, Куяныш, Большой Юшатырью, Салмыш, Янгиз, Сакмарой.
Климат в зоне пролегания трассы умеренно континентальный: умеренно холодная зима, жаркое лето. Рельеф: холмистая местность, которую сменяют равнинные участки, в связи с этим на дороге много знаков, ограничивающих скорость движения.

## Состояние

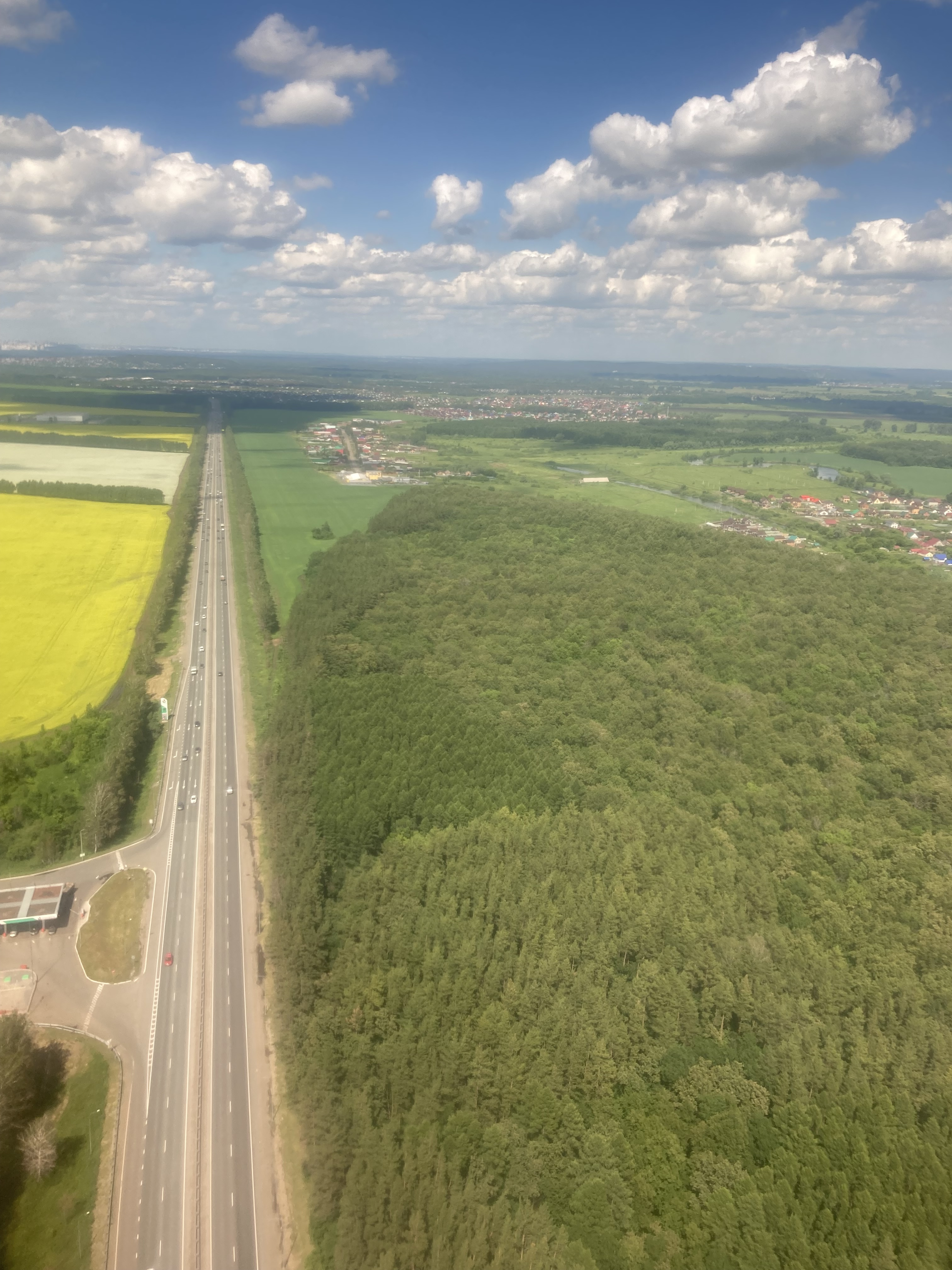
Трасса Уфа-Оренбург и села Локотки и Искино с воздуха.

Трасса попеременно шести-, четырёх- и двухполосная. От Уфы до уфимского аэропорта дорога 6-полосная, далее до поворота на Стерлитамак (112 км) — 4-полосная, затем сужается до 2-полосной. Участок Уфа-Стерлитамак постепенно приводится к отличному состоянию, проводится реконструкция участков, некоторые из них уже отремонтированы (16-112 км), на всех этих участках установлено разделительное ограждение, а от поворота на аэропорт Уфа до Булгаково уже установлены и работают столбы освещения. А в дальнейшем планируется провести освещение на всем участке от Уфы до Стерлитамака. На 39 км в районе села Актюба открыт первый на этой дороге надземный пешеходный переход, а на 34 километре — второй. На трассе планируются провести работы по реконструкции обхода Стерлитамака с расширением до 4х полос с 112 по 135 километр. Трасса асфальтирована, хорошее состояние трассы (2020). В районе сельских населённых пунктов на дороге коровы и овцы нередко создают помехи движению. Имеются 2 железнодорожных переезда в районе сел Зирган и Ольховка
На дороге расположены АЗС, автосервисы, пункты отдыха и питания

## Интересные факты
В 1960-х годах вокруг городов Салавата и Стерлитамака была построена объездная дорога, которая впоследствии стала частью трассы Р-240.
Осенью 2009 года открыт 2-й сектор объездной дороги вокруг города Мелеуза.
В состав трассы Р-240 входит 26 километровая часть Западного обхода города Уфы (от Авдона до Подымалово, как перемычка М5 и М7).
В состав трассы Р-240 входит участок от Султанбеково до Уфы теперь его именуют Р-240 Уфа-Оренбург, подъезд к М-12 «Восток».